# Verfassungsdienst
Der Verfassungsdienst (VD) mit Sitz in Wien ist eine Sektion des Bundeskanzleramtes in Österreich. Seine Aufgaben umfassen im Wesentlichen die anwaltliche Vertretung der Bundesregierung vor dem Verfassungsgerichtshof bzw. der Republik Österreich vor dem EuGH und dem EGMR, zahlreiche Angelegenheiten der Fremd- und Eigenlegistik, sowie die Erstellung von Rechtsgutachten in unterschiedlichsten Rechtsgebieten.

## Geschichte
Abweichend von Regierungschefs in anderen Staaten war in Österreich der Bundeskanzler auch das für die Bundesverfassung verantwortliche Regierungsmitglied, also „Verfassungsminister“. Dies lässt sich historisch damit erklären, dass schon in der Monarchie das Ministerratspräsidium für Verfassungsfragen bzw. für die Verfassungslegistik zuständig war.
Einen Vorläufer des Verfassungsdienstes gab es bereits in der Monarchie. 1910–1918 existierte das staatsrechtliche Department, das im k.k. Ministerratspräsidium eingerichtet war. Die Ursprünge des heutigen Verfassungsdienstes reichen in die Anfänge der Ersten Republik zurück. Mit Erlass wurde am 11. Dezember 1918 ein Gesetzgebungsdienst in der Staatskanzlei eingerichtet. Die Aufgaben wurden mit dem Gesetz vom 19. Dezember 1918, StGBl 139, festgelegt. Gemäß § 12 Abs. 1 leg cit oblag der Staatskanzlei die Vorbereitung der verfassungsrechtlichen Vorlagen des Staatsrates. Darüber hinaus hatte der Staatskanzler gemäß § 11 leg cit auf ein einheitliches Zusammenarbeiten aller Staatsämter und auf die Wahrung der allen Verwaltungszweigen gemeinsamen Interessen hinzuwirken.
Gemäß § 7 ÜG vom 1. Oktober 1920 gingen die Aufgaben des Gesetzgebungsdienstes auf das Bundeskanzleramt über. Auch die Organisation des Gesetzgebungsdienstes in seiner bestehenden Form wurde vom Bundeskanzleramt übernommen. Mit der verfassungsunmittelbaren gesetzesvertretenden Verordnung über die Besorgung der Geschäfte der obersten Bundesverwaltung wurden im Jahre 1923 als Aufgaben des Bundeskanzlers unter anderem auch die Wahrnehmung der verfassungsgemäßen Führung der Regierungsgeschäfte des Bundes, einschließlich der innerstaatlichen Behandlung von Staatsverträgen und der Stellungnahme zur Landesgesetzgebung, die Wahrnehmung der Einheitlichkeit der die Gesetzgebung vorbereitenden Tätigkeit der Bundesministerien und die Vorbereitung der verfassungsgesetzlichen Vorlagen der Bundesregierung genannt. Diese die Zuständigkeit des Verfassungsdienstes begründenden Vorschriften galten – vom Inkrafttreten des Bundesgesetzes über die Besorgung der obersten Geschäfte der Bundesverwaltung 1946 unberührt – bis zum Inkrafttreten des Bundesministeriengesetzes 1973. Die zentralen Aufgaben des Verfassungsdienstes sind bis heute unverändert geblieben.
Lediglich in Angelegenheiten, die Bundesministern im Bundeskanzleramt zugewiesen waren, erfolgte eine fachliche Unterordnung unter diese. So war der Verfassungsdienst, der unter anderem für die Bund-Länder-Angelegenheiten zuständig ist, in den Jahren, in denen ein Föderalismusminister im Bundeskanzleramt eingerichtet war, diesem in Föderalismusangelegenheiten fachlich untergeordnet. Selbiges galt bei den Medienangelegenheiten im Hinblick auf die Bundesministerin für Frauen, Medien und Regionalpolitik in den Jahren 2007–2008. Soweit bestimmte Agenden, die in den Wirkungsbereich des Verfassungsdienstes fallen, Staatssekretären im Bundeskanzleramt übertragen sind, ist die unmittelbare Unterstellung unter den Bundeskanzler durch diese Staatssekretäre mediatisiert. Das bedeutet, dass der Staatssekretär in diesen Angelegenheiten Weisungsbefugnis besitzt.
Nach Antritt der Bundesregierung Kurz I wanderten die Verfassungsangelegenheiten und damit auch der Verfassungsdienst vom Bundeskanzleramt zum Bundesministerium für Verfassung, Reformen, Deregulierung und Justiz (BMVRDJ). Damit war auch eine örtliche Übersiedelung verbunden, der Verfassungsdienst hatte danach seine Büros ab Februar 2018 nicht mehr im Bundeskanzleramt, sondern im Nebengebäude des BMVRDJ in Wien 8, Wickenburggasse 8–10. Seit 28. Jänner 2020 (BGBl. I Nr. 8/2020) gehört der Verfassungsdienst wieder zum Bundeskanzleramt, ab 2020 liegen die Büros des Verfassungsdienstes wieder am Ballhausplatz, allerdings im Amalientrakt der Hofburg (wo sich anfangs die Datenschutzkommission befand).

## Organisation

### Organisatorische Einbindung
Der Verfassungsdienst ist als Sektion des Bundeskanzleramtes eingerichtet.

### Abteilungen, Referate und Zuständigkeiten
- Teamassistenz der Sektion V
- Abteilung V/1: Verfassungslegislative und Verwaltungsverfahren
- Abteilung V/2: Allgemeine Legistik, Rechtsinformation, Länderangelegenheiten, Verwaltungsorganisationsrecht
  - Referat V/2/a: Kundmachungen und Rechtsinformation (RIS)
  - Referat V/2/b: Länderangelegenheiten
- Abteilung V/3: Medien, Informationsgesellschaft; Parteienrecht, Parteien- und Parteienakademieförderungen
  - Referat V/3/a: Geschäftsstelle des Unabhängigen Parteien-Transparenz-Senates
  - Referat V/3/b: Informationsgesellschaft
- Abteilung V/4: Wirtschaftsrechtliche Angelegenheiten
- Abteilung V/5: Soziales, Justiz und Inneres sowie andere Verwaltungsangelegenheiten
  - Referat V/5/a: Inneres, Justiz
  - Referat V/5/b: Soziales
- Abteilung V/6: EU-Verfahren
  - Referat V/6/a: Vertragsverletzungsverfahren und Richtlinienumsetzung
- Abteilung V/7: Europäisches und internationales Recht, Menschenrechtsschutz
  - Referat V/7/a: Internationaler Menschenrechtsschutz, EMRK-Beschwerden und sonstige Angelegenheiten

Diese Aufzählung folgt der Geschäftseinteilung des Bundeskanzleramtes vom 1. März 2020. Andere Aufgaben, wie die Rechtsinformatik und Angelegenheiten des Wirtschaftsrechts werden seit 2018 vom Bundesministerium für Digitalisierung und Wirtschaftsstandort bearbeitet. Die Angelegenheiten des Datenschutzes und des Vergaberechts verblieben auch nach dem 28. Jänner 2020 beim Bundesministerium für Justiz und gehören damit nicht mehr zum Wirkungsbereichs des Verfassungsdienstes.

## Aufgaben
Die inhaltlichen Aufgaben des Verfassungsdienstes sind sehr vielfältig; in der Hauptsache lassen sie sich in drei Arbeitsfelder aufspalten. Der Verfassungsdienst ist Legist, Gutachter und Anwalt (Prozessvertreter). Daneben werden aber auch noch Koordinationsaufgaben zwischen den Bundesministerien, zwischen der Bundesverwaltung und dem Parlament aber auch zwischen der Bundesverwaltung und der Gerichtsbarkeit des öffentlichen Rechts wahrgenommen. Der Verfassungsdienst hat insoweit in allen drei Staatsfunktionen eine spezifische Rolle zu erfüllen.

### Der Verfassungsdienst als Legist
Eine wesentliche Funktion des Verfassungsdienstes ist seine Tätigkeit in der Gesetzesvorbereitung bestimmter Materien. Zu nennen ist dabei zunächst die gesamte Verfassungslegislative, die in Österreich auf Grund der außerordentlichen Zersplitterung des Verfassungsrechts ein besonders weites Feld ist und die zudem in alle anderen Rechtsgebiete hineinwirkt. Dies gilt auch für die Legistik in Angelegenheiten des Verwaltungsverfahrens, des Verwaltungsstrafrechts und der Verwaltungsvollstreckung sowie des Datenschutz, der Rechtsbereinigung und des Bundesministeriengesetzes.
Zum anderen besorgt der Verfassungsdienst die Legistik in bestimmten abgegrenzten, nicht derart in andere Materien hineinwirkenden Angelegenheiten. Zu erwähnen sind hier insbesondere das Vergaberecht, das Recht der Presseförderung, das Recht der Parteien- und Parteiakademienförderung, die Angelegenheiten des öffentlich-rechtlichen und des privaten Rundfunks sowie des außergerichtlichen Medienrechts und die Angelegenheiten der Amts- und Organhaftung. In all diesen Materien ist es der Verfassungsdienst selbst, der im Auftrag der Politik entsprechende Gesetzesentwürfe auszuarbeiten hat und der danach das Gesetzgebungsverfahren fachlich betreut (Eigenlegistik).

### Der Verfassungsdienst als Gutachter
Hier ist zuerst die Gutachtertätigkeit in den Verfahren zur Bundesgesetzgebung zu nennen; dazu kommt noch die Einbindung des Verfassungsdienstes in das Verfahren der Landesgesetzgebung und schließlich sind die Begutachtungsfälle zu nennen, die auf der Grundlage des geltenden Rechts an den Verfassungsdienst herangetragen werden.

#### Begutachtung der Gesetzes- und Verordnungsentwürfe der Bundesministerien
Der Verfassungsdienst begutachtet alle Gesetzes- und Verordnungsentwürfe, die die fachzuständigen Ressorts zur Begutachtung versenden und gibt dazu eine Stellungnahme ab. Prüfungsmaßstab bei dieser Begutachtung sind einerseits die Übereinstimmung mit dem Verfassungsrecht, andererseits aber auch legistische Aspekte. In legistischer Hinsicht gibt es ein nicht unbeträchtliches Regelwerk, das von den Bundesministerien zu beachten ist und die Grundlage für die legistische Überprüfung darstellt. Darüber hinaus werden in vielfältiger Weise auch Anregungen zur Verbesserung der Gesetzessprache und Gesetzessystematik gegeben. Damit soll, wie dies das Bundesministeriengesetz vorsieht, die Wahrung der Einheitlichkeit der die Rechtssetzung des Bundes vorbereitenden Tätigkeiten der Bundesministerien bewerkstelligt werden.
Grundsätzlich ist festzuhalten, dass die Stellungnahmen des Verfassungsdienstes unverbindlich sind. Die einzige Möglichkeit, auf die Beachtung der vom Verfassungsdienst angeregten Veränderungen zu dringen, wäre die Verweigerung der Zustimmung durch den Bundeskanzler bei der Beschlussfassung durch den Ministerrat, was jedoch in der Praxis kaum geschieht.

#### Begutachtung im Verfahren der Landesgesetzgebung
Bei der Einbindung des Verfassungsdienstes in das Landesgesetzgebungsverfahren sind zwei Fälle zu unterscheiden; einerseits die Begutachtung von Gesetzesentwürfen und andererseits die Prüfung aller Gesetzesbeschlüsse der Landtage, die unmittelbar nach der Beschlussfassung des Landtages vom Landeshauptmann dem Bundeskanzleramt bekannt zu geben sind.
Das Begutachtungsverfahren bei Landesgesetzentwürfen ist fakultativ, das heißt, jedes Bundesland entscheidet selbst, ob es Gesetzesentwürfe übermittelt. Im Vordergrund stehen neben legistischen Fragen die Prüfung verfassungsrechtlicher Probleme, insbesondere wenn damit Eingriffe in die Bundeskompetenzen verbunden sind. Im Gegensatz dazu sind alle Gesetzesbeschlüsse der Landtage unmittelbar nach der Beschlussfassung vor ihrer Kundmachung vom Landeshauptmann dem Bundeskanzleramt bekannt zu geben. In diesen Verfahren befasst der Verfassungsdienst zunächst jene Bundesministerien, deren Wirkungsbereich abstrakt betroffen sein könnte und deren Äußerungen den vom Verfassungsdienst vorzubereitenden Ministerratsvortrag zugrunde gelegt werden.

#### Sonstige Gutachtertätigkeit des Verfassungsdienstes
Die Gutachtertätigkeit zu Einzelfragen nimmt einen großen Raum ein; diese betreffen den Bereich des gesamten Verfassungsrechts aber auch alle einfachgesetzlichen Materien, für die der Verfassungsdienst in der Eigenlegistik zuständig ist. Der Verfassungsdienst verfasst dabei Stellungnahmen für den Bundeskanzler, für alle Bundesbehörden, alle Landesbehörden, alle Organe der Selbstverwaltung, aber auch für das Parlament oder die Gerichte. Fragen, die von Privaten und insbesondere von Anwälten kommen, werden von Einzelfällen abgesehen, vom Verfassungsdienst nicht bearbeitet.

### Der Verfassungsdienst als Anwalt (Prozessvertreter)
Der Verfassungsdienst vertritt die Bundesregierung in Gesetzesprüfungsverfahren und in Kompetenzfeststellungsverfahren vor dem Verfassungsgerichtshof. Jede Abteilung ist dabei für die ihr zugewiesenen Angelegenheiten zuständig. Die Vertretungstätigkeit umfasst vor allem die Erstellung der Schriftsätze und die Vertretung der Bundesregierung in der mündlichen Verhandlung. All das geschieht in Zusammenarbeit und Abstimmung mit dem betroffenen Fachressort. Der Verfassungsdienst kann dabei grundsätzlich nur das vorbringen, wozu er von der Bundesregierung ermächtigt ist. In aussichtslosen Fällen wird in aller Regel keine Stellungnahme abgegeben.
Ferner vertritt der Verfassungsdienst als stellvertretender Prozessbevollmächtigter die Republik Österreich in Verfahren über Individualbeschwerden vor dem Europäischen Gerichtshof für Menschenrechte in Straßburg. Die in diesen Verfahren notwendigen Stellungnahmen und Anträge werden inhaltlich vom Verfassungsdienst unter Einbeziehung der betroffenen Ressorts vorbereitet und dann vom Bundesministerium für europäische und internationale Angelegenheiten an den Gerichtshof weitergeleitet. In den mündlichen Verhandlungen tritt entweder der Prozessbevollmächtigte des Bundesministeriums für europäische und internationale Angelegenheiten oder der stellvertretende Prozessbevollmächtigte des Verfassungsdienstes auf.
Schließlich obliegen dem Verfassungsdienst die rechtliche Koordination des innerstaatlichen Standpunktes sowie die Vertretung Österreichs in allen Verfahren vor der Europäischen Kommission, vor dem Gerichtshof der Europäischen Gemeinschaften und dem Gericht der Europäischen Union gegen Österreich. In Vorabentscheidungsverfahren sowie in allen anderen Verfahren vor dem EuGH und dem EuG gibt die Republik Österreich regelmäßig eine Stellungnahme ab, die vom Verfassungsdienst selbst oder in Koordination mit anderen betroffenen Ressorts erstellt wird. Bei Vertragsverletzungsverfahren nimmt der Verfassungsdienst in der Vorphase auch die Koordination und die Vertretung des österreichischen Standpunktes gegenüber der Europäischen Kommission wahr.

### Sonstige Aufgaben des Verfassungsdienstes

#### Vollziehende Tätigkeit im engeren Sinne
Der Verfassungsdienst übt nur in einem geringen Ausmaß eine vollziehende Tätigkeit im Sinne der Erlassung von Bescheiden und anderer Entscheidungen im Einzelfall bzw. Vorbereitung von solchen aus.

#### Koordinations- und Servicetätigkeit des Verfassungsdienstes
Eine wesentliche Funktion des Verfassungsdienstes ist seine koordinierende Tätigkeit, die vielfach im Vorfeld von formellen Begutachtungen und Stellungnahmen stattfindet. Auf Bundesebene wird der Verfassungsdienst oft durch informelle Kontaktaufnahme bzw. auch formelle Beiziehung als Experte in interministeriellen Besprechungen bzw. bei bestimmten Vorhaben einzelner Bundesministerien eingebunden. Im Parlament erfolgen solche Einbindungen neben informeller Kontaktaufnahme durch Ladung als Experte zu bestimmten Ausschüssen. Der Leiter des Verfassungsdienstes ist ferner ständiges Mitglied der Landeshauptleutekonferenzen und Landesamtsdirektorenkonferenzen. Weiters obliegt dem Verfassungsdienst die Koordination in Menschenrechtsangelegenheiten und in Angelegenheiten der EU-Rechtsreform.

## Amtssitz
Der Verfassungsdienst ist seit 2020 am Ballhausplatz 1 in Wien 1, gegenüber dem Gebäude des Bundeskanzleramtes, untergebracht.